# St. Achaz (München)

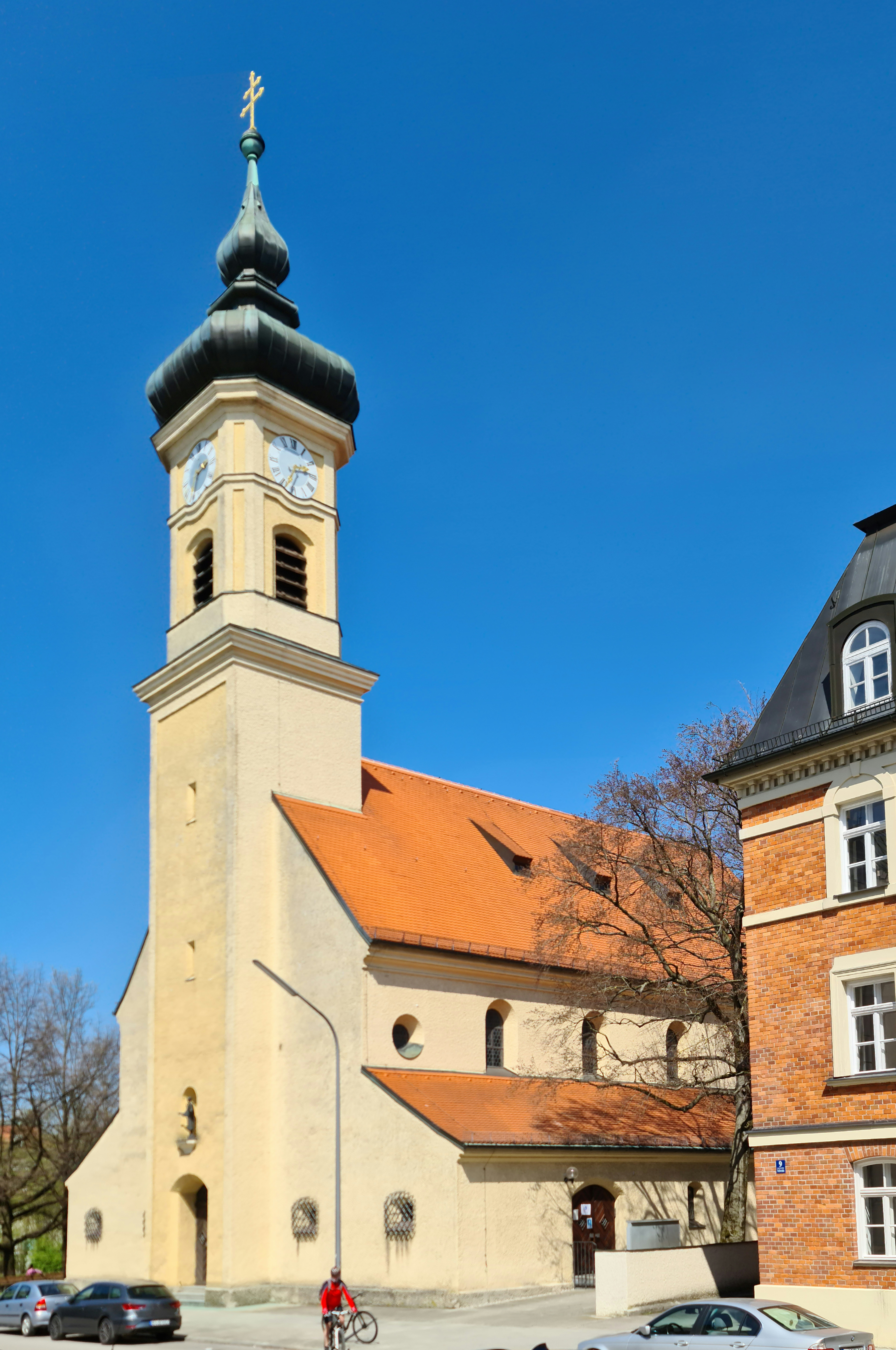
Katholische Pfarrkirche St. Achaz in München

St. Achaz ist eine römisch-katholische Pfarrei und ein Kirchengebäude in der Fallstraße 7 in München-Mittersendling.

Innenraum

## Geschichte des Kirchenbaus

### Erster Kirchenbau
Im Jahr 1315 wurde ein dem hl. Achatius von Armenien gewidmetes Kirchlein erstmals erwähnt, und 1569 wurde auf der Apian-Karte ein gotisches Kirchengebäude abgebildet. Die Altäre eines barocken Neubaus wurden 1733 durch Weihbischof Johannes Ferdinand, Baron von Pollenheim, in Vertretung von Johann Theodor von Bayern, Kardinal und Fürstbischof von Freising und Regensburg, konsekriert. Am 11. Juni 1927 fand der letzte Gottesdienst in der barocken Kirche statt.

### Zweiter Kirchenbau
Durch die Eingemeindung Sendlings einschließlich Neuhofens am 1. Januar 1877 nach München entfaltete sich im gesamten Umfeld eine rege Bautätigkeit, und die Bevölkerung wuchs stark an. Dadurch kam es 1923 zum Wunsch nach einem Neubau.  Ab 1927 wurde der barocke erste Kirchenbau durch eine größere, neubarocke Kirche ersetzt, die in der äußeren Gestalt weitgehend den Vorgängerbau kopierte und in Gestalt sehr der kath. Kirche Mariä Himmelfahrt in Gelting ähnelt. Architekt dieser neuen Kirche war Richard Steidle. War die alte Kirche auf 50 Sitz- und 100 Stehplätze ausgelegt, so bietet die neue 400 Sitz- und 1200 Stehplätze. Sie wurde am 22. April 1928 von Kardinal Michael Faulhaber geweiht.
Die Kirche ist 35,5 m lang und 22,5 m breit. Der Innenraum wird von einer hölzernen Tonne, die durch Gurtbögen gegliedert ist, überwölbt.
Bei den Luftangriffen vom 20. September 1942 sowie in den Jahren 1943 und 1944 entstanden Schäden am Dach und an den Fenstern, deren Reparatur 1948 abgeschlossen werden konnte. 1957 und 1977 erfolgten Renovierungen.
Im 42,4 Meter hohen Kirchturm hängt ein dreistimmiges Glockengeläut aus Stahlglocken, das 1953 vom Bochumer Verein gegossen wurde. Während des Zweiten Weltkrieges mussten die beiden größeren Glocken abgeliefert werden. 
| Glocke | Name     | Masse   | Durchmesser | Schlagton | Inschrift                                                                                  |
| ------ | -------- | ------- | ----------- | --------- | ------------------------------------------------------------------------------------------ |
| 1      | Achatius | 1260 mm | 750 kg      | f′        | ST. ACHATIUS DU SEGENSREICHER GLAUBENSHELD ERBITT DER PFARREI DASS SIE DIE TREUE HÄLT.     |
| 2      | Josef    | 1045 mm | 430 kg      | as′       | ST. JOSEF SCHÜTZ UNSERE ARBEIT UND UNSER BROT. ERBITT UNS DEN FRIEDEN IM LEBEN UND IM TOD. |
| 3      | Maria    | 0920 mm | 280 kg      | b′        | VIVOS VOCO, MORTUOS PLANGO, FULGURA FRANGO                                                 |

## Ausstattung

Der Hochaltar

Aus der barocken Vorgängerkirche wurden die drei Altarbilder übernommen und neu gefasst, ebenso die Figuren der hl. Juliana, des hl. Dionysius, die Apostelbilder sowie das Eisengitter und zwei Glocken. Die beiden gotischen Figuren stammen aus dem Kloster Schäftlarn und waren bei einer Versteigerung im Rahmen der Säkularisation von einem Sendlinger Bauern erworben worden.
Das Hochaltarbild zeigt den hl. Achaz im Panzer und mit Soldatenmantel; ein Engel hält die Marterwerkzeuge, und im Hintergrund sind die Schatten der Kreuze zu erkennen. Der rechte Seitenaltar stellt den hl. Leonhard, der linke die schmerzensreiche Mutter dar.
Nachdem die Altarbilder und die Statuen während des Zweiten Weltkrieges ausgelagert waren, wurden sie 1946 wieder aufgestellt. Paul Scheurle schnitzte 1929 das große Kreuz für die südliche Wand und fertigte 1935 für die Seitenkapelle einen Bruder-Konrad-Altar.
In der Karwoche lädt auch hier ein Heiliges Grab zur stillen Andacht ein.

## Orgel

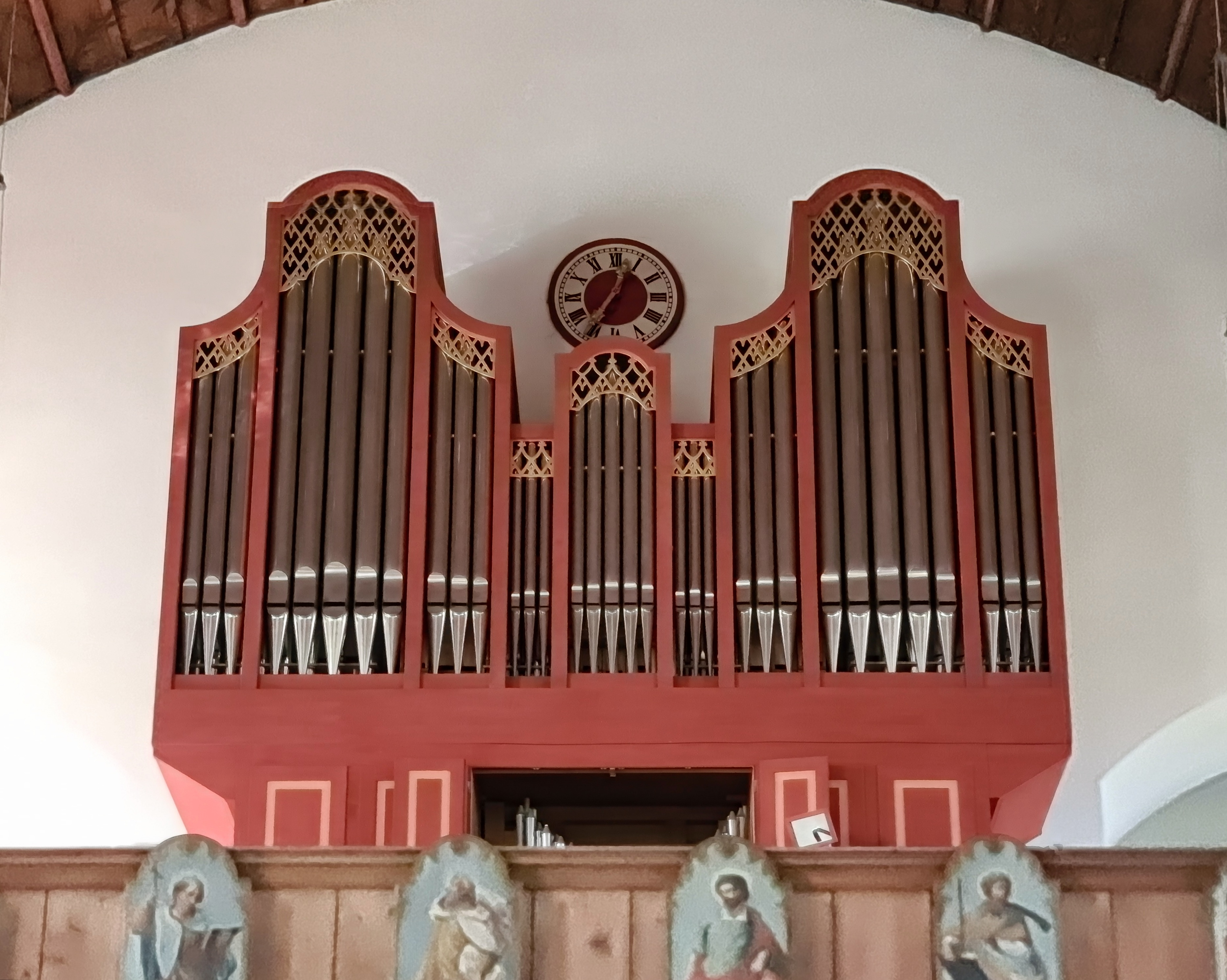
Die Orgel in St. Achaz

Karsamstag: Hl. Grab

Zu Ostern 1935 wurde die von Leopold Nenninger gebaute Orgel mit 12 Registern eingeweiht. Sie wurde 1977/1978 erneuert, jedoch wurden bereits 1989 im Rahmen einer Begutachtung durch einen Orgelsachverständigen der Erzdiözese erhebliche Mängel festgestellt. Der Gutachter empfahl einen Neubau. Die alte Orgel wurde letztmals am 9. Oktober 1994 gespielt. Orgelbaumeister Dieter Schingnitz erbaute eine neue Orgel mit 21 Registern, bestehend aus 1370 Pfeifen, davon 1248 in einer Zinn-Blei-Legierung mit einem Zinnanteil von 10–75 %. Dieses Instrument weihte der damalige Generalvikar Robert Simon am 19. Februar 1995 ein.
| I Hauptwerk C–g3 |             |         |
| 1.               | Bordun      | 16′     |
| 2.               | Prinzipal   | 08′     |
| 3.               | Rohrflöte   | 08′     |
| 4.               | Gamba       | 08′     |
| 5.               | Oktave      | 04′     |
| 6.               | Quinte      | 03′     |
| 7.               | Superoktave | 02′     |
| 8.               | Terz        | 01 3⁄5′ |
| 9.               | Mixtur IV   | 02′     |
| 10.              | Trompete    | 08′     |
|                  | Tremulant   |         |

| II Schwellwerk C–g3 |             |    |
| 11.                 | Gedackt     | 8′ |
| 12.                 | Koppelflöte | 4′ |
| 13.                 | Nasat       | 3′ |
| 14.                 | Gemshorn    | 2′ |
| 15.                 | Scharff III | 1′ |
| 16.                 | Vox humana  | 8′ |
|                     | Tremulant   |    |

| Pedal C-f1 |           |     |
| 17.        | Subbass   | 16′ |
| 18.        | Oktavbass | 08′ |
| 19.        | Prinzipal | 04′ |
| 20.        | Posaune   | 16′ |
| 21.        | Trompete  | 08′ |

- Koppeln: II/I, I/P, II/P
- Effektregister: Nachtigall

## Denkmalschutz
Das Kirchengebäude steht unter Denkmalschutz. Es wurde unter dem Aktenzeichen D-1-62-000-1618 in der Denkmalliste des Bayerischen Landesamtes für Denkmalpflege erfasst.

## Pfarrei
Der Pfarrer von St. Margaret bat 1923 das bischöfliche Ordinariat um die Einrichtung einer eigenen Seelsorgestelle für St. Achaz. Am 1. Januar 1935 wurde St. Achaz zur Pfarrkuratie erhoben, am 1. April 1941 zur Stadtpfarrei. Heute bildet sie zusammen mit St. Thomas Morus den Pfarrverband Mittersendling und gehört zum Dekanat München-Forstenried.